# 精進川低地
精進川低地（しょうじんがわていち）は、愛知県名古屋市の低地地形。

## 概要
幅は東西約1.5キロメートル。新堀川の前身にあたる精進川が台地を浸食したものではなく、かつてこの地を流れていた矢田川が形成した谷と考えられる。また、断層により形成されたとする説もある。地質としては、新出来町の近辺に礫、鶴舞公園の近辺には砂利層が確認されている。